# Sân bay Düsseldorf-Mönchengladbach
Sân bay Düsseldorf-Mönchengladbach (Flughafen Düsseldorf-Mönchengladbach) (IATA: MGL, ICAO: EDLN) là một sân bay có cự ly 4,4 km về phía đông bắc của Mönchengladbach gần Düsseldorf.
Sân bay được thiết lập năm 1955. Một hangar đã được xây năm 1957, tháp điều khiển không lưu và nhà ga hành khách được xây năm 1958. Đường băng dài 1200 m như đang được sử dụng hiện nay đã được tiến hành từ năm 1970 và hoàn thành năm 1973.

## Các hãng hàng không và tuyến bay
| Hãng hàng không                   | Các điểm đến                            |
| --------------------------------- | --------------------------------------- |
| Air France                        | Larnaca, Paris-Charles de Gaulle, Rasht |
| Air France cung ứng bởi Airlinair | Clermont Ferrand, Lyon                  |
| Darwin Airline                    | Berne [begins 29 May], Lugano           |